# Beyblade: Metal Fusion
Beyblade: Metal Fusion, in Japan bekend als Metal Fight Beyblade (メタルファイト ベイブレード, Metaru Faito Beibureedo), is een Japanse manga- en animeserie uit de Beyblade-franchise. De serie wordt sinds 5 april 2009 uitgezonden in Japan en sinds 31 juli 2010 in Nederland. In zowel België als Nederland staat de anime op Netflix. De serie is bedacht door Tatsunoko Production, Synergy SP, en mede geproduceerd door Nelvana.
De manga vormde de inspiratie voor een animeproductie die met terugwerkende kracht Beyblade: Metal Saga wordt genoemd en die vier seizoenen omvat: Metal Fusion, Metal Masters, Metal Fury en Shogun Steel.

## Opzet
In tegenstelling tot de voorgaande drie Beyblade-series, die allemaal op elkaar aansluiten, is Beyblade: Metal Fusion een opzichzelfstaande serie met nieuwe personages. In plaats van de vier bit-beesten uit de vorige series, staan in deze serie bit-beesten gebaseerd op sterrenbeelden centraal. De protagonist van de serie is Gingka Hagane met zijn bit-beest Pegasus.

## Verhaal

### Beyblade: Metal Fusion
Gingka Hagane reist het hele land over om betere Bladers te ontmoeten. Dit doet hij om zelf sterker te worden om uiteindelijk Ryuga te kunnen verslaan.

### Beyblade: Metal Masters
Het wereldkampioenschap is begonnen. Gingka, Masamune, Tsubasa en Yu vormen het Japanse team.

### Beyblade: Metal Fury
Er is een duivelse kracht opgestaan die de 10 Legendarische Bladers moeten tegenhouden. Gingka, Ryuga en Kyoya blijken er 3 van te zijn.

### Beyblade: Shogun Steel
Zeven jaren zijn gepasseerd na Beyblade: Metal Fury.
Gingka heeft de wereld gered en nu is er een nieuw iemand die probeert de beste te worden

## Dvd-uitgave
In april 2012 werden alle 51 afleveringen van Beyblade: Metal Fusion door A-Film uitgebracht op dvd.
| Nr. | Verschijningsdatum | Afleveringen | Talen              | Distributeur |
| --- | ------------------ | ------------ | ------------------ | ------------ |
| 1   | 14 april 2012      | 1-10         | Vlag van Nederland | A-Film       |
| 2   | 19 april 2012      | 11-20        | Vlag van Nederland | A-Film       |
| 3   | 19 april 2012      | 21-30        | Vlag van Nederland | A-Film       |
| 4   | 19 april 2012      | 31-40        | Vlag van Nederland | A-Film       |
| 5   | 19 april 2012      | 41-51        | Vlag van Nederland | A-Film       |